# Distretto di Yunga
Il distretto di Yunga è uno degli undici distretti della provincia di General Sánchez Cerro, in Perù. Si trova nella regione di Moquegua e si estende su una superficie di 110,74 chilometri quadrati.
Istituito il 19 marzo 1965, ha per capitale la città di Yunga.